# 齊藤良太
齊藤 良太（さいとう りょうた、1982年 – ）は、日本の起業家。Wasshoi Tohoku Group（WTG）グループCEO、株式会社Wasshoi Lab代表取締役。東北地方におけるインバウンド観光・DX・人材育成を核に「社会に投資する人材の最大化」を掲げるシリアルアントレプレナーである。

## 来歴
- 1982年 – 宮城県仙台市に生まれる。高校卒業後に渡米し、2005年 サンフランシスコ州立大学（San Francisco State University）社会科学部卒[3]。
- 2005–2015年 – 富士通、日本マイクロソフトで営業・マーケティングに従事。マイクロソフト在籍時に最高アワード（Circle of Excellence Platinum Club）の受賞を受けた[4]。
- 2011年3月11日 – 東日本大震災で被災した経験を契機に「地域の復興と経済創生」を志す[5]。
- 2016年1月5日 – 株式会社VISIT東北を仙台市で創業し代表取締役に就任[6]。
- 2023年 – 事業領域の多角化に伴い社名を「株式会社Wasshoi Lab」に変更、グループ全体を Wasshoi Tohoku Group と再編[7]。
- 2025年7月 – 生成AIを活用した地方DX伴走サービス「Wasshoi AI Tech」をリリース[8]。

## 事業と社会活動
観光・DMO 支援
2016年以降、訪日個人旅行客（FIT）誘致に焦点を当てたツアー造成、DMO設立を行い、富谷市・丸森町などで観光施設運営を受託した。
教育・人材育成
起業家教育プログラムや、探究メディア「GATEWAY」の運営に携わる。2023年より情報経営イノベーション専門職大学（iU）客員教授。
DX／AI 推進
「地域DXラボ」構想を掲げ、3年間のベーシックインカム付き就労支援とリスキリングを軸に地方中小企業のデジタル変革を後押ししている。

## 受賞・評価
- 2021–2025年 – Great Place to Work® Japan「働きがいのある会社」認定企業（2025年小規模部門25位）[13]。
- 2018年 – ハースト婦人画報社『25ans』誌「ご当地プリンス」特集で東北代表として紹介[14]。

## 所属
- EO North Japan 第7期会長（2021年）[15]
- 東北インバウンドサミット実行委員会 共同代表（2025年）[16]

## 著書
- ICTを活用した探究学習教材「探究百科 GATEWAY」の開発